# Neolític mitjà
El Neolític mitjà o ple pot situar-se entre el 3500 aC i el 2500 aC.
En aquest període la ceràmica arriba a una plena difusió. La més estesa és la ceràmica de tipus d'acanaladora.
Crida l'atenció la desaparició dels cultius agrícoles, que havien començat a desenvolupar-se i que ara quasi desapareixen sense que se'n sàpiguen les causes.
En aquest període es van produir desplaçaments massius de poblacions que es van assentar a zones geogràfiques determinades. A Catalunya es percep clarament l'assentament d'una població procedent segurament de Suïssa i del nord d'Itàlia, que va empènyer els primers emigrants orientals del període anterior cap al sud. Aquestos emigrants instal·lats a Catalunya, que constituïren la cultura dels sepulcres de fossa van aportar una cultura de base agrícola i ramadera, que establia els seus poblets de cabanes als plans, enterrant-se en sepulcres de fossa, sempre llunyans de coves, el que demostra que no les utilitzaven. Sens dubte passada la primera època d'invasió, i assentada sòlidament la població, aquestos emigrants van poder adoptar nous costums funeraris, religiosos, econòmics i socials, influïts no solament per la cultura d'allà on venien sinó també per les restes de la cultura Mesolítica anterior a la primera emigració oriental, i per aquesta primera cultura oriental.
En esta època ja van aparèixer alguns elements de bronze a França, cap al final del període.

## Cultures destacades del Neolític mitjà
- Cultura baodun (Xina)
- Cultura de Dawenkou (Xina)
- Cultura de la ceràmica cardial europea (sud del continent)
- Cucuteni (Romania)
- Cultura de Vinča (nord i centre d'Europa)
- Cultura de la ceràmica cordada (nord d'Europa)
- Windmill Hill (Anglaterr)